# Pfarrkirche Viktring-Stein

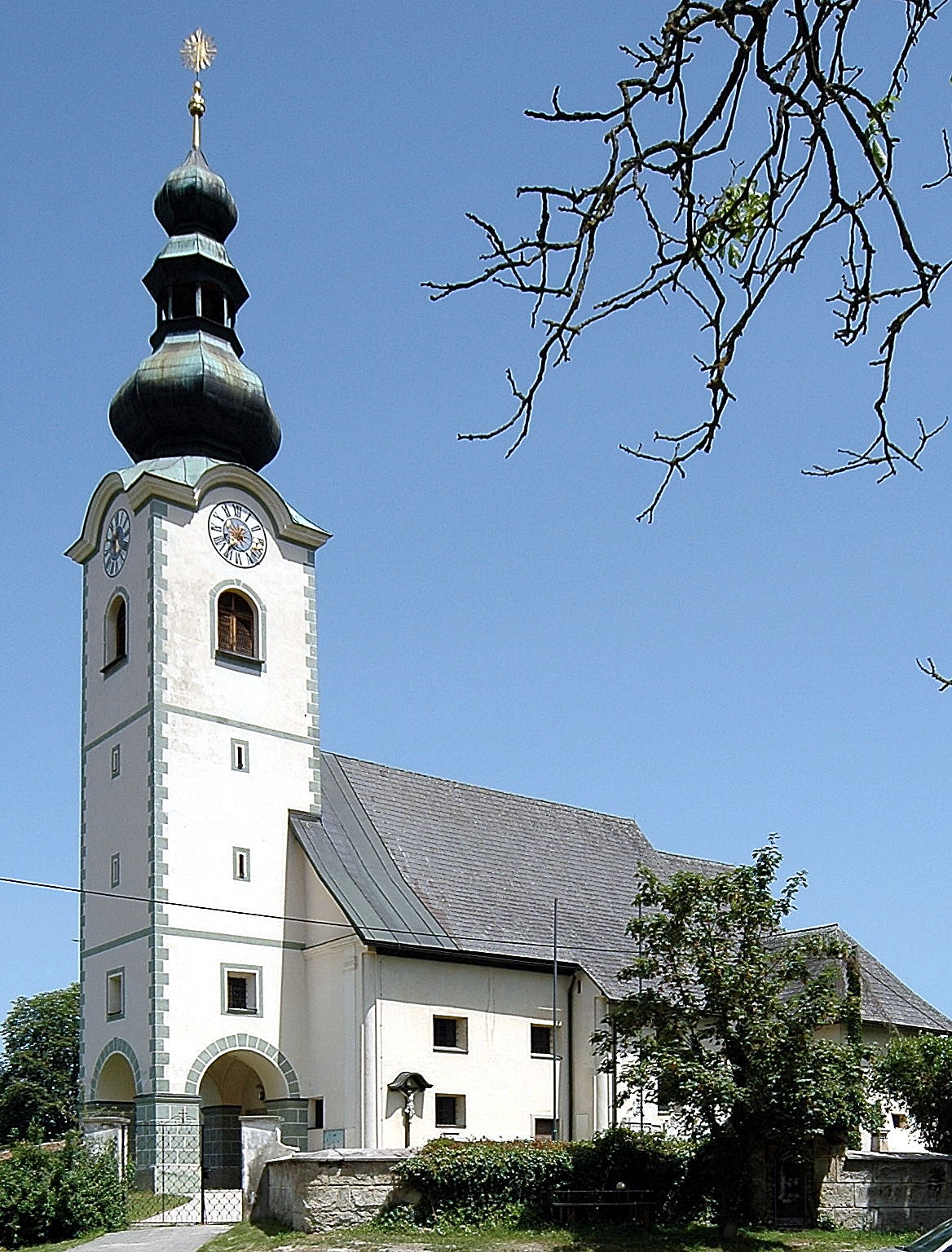
Pfarrkirche hl. Florian

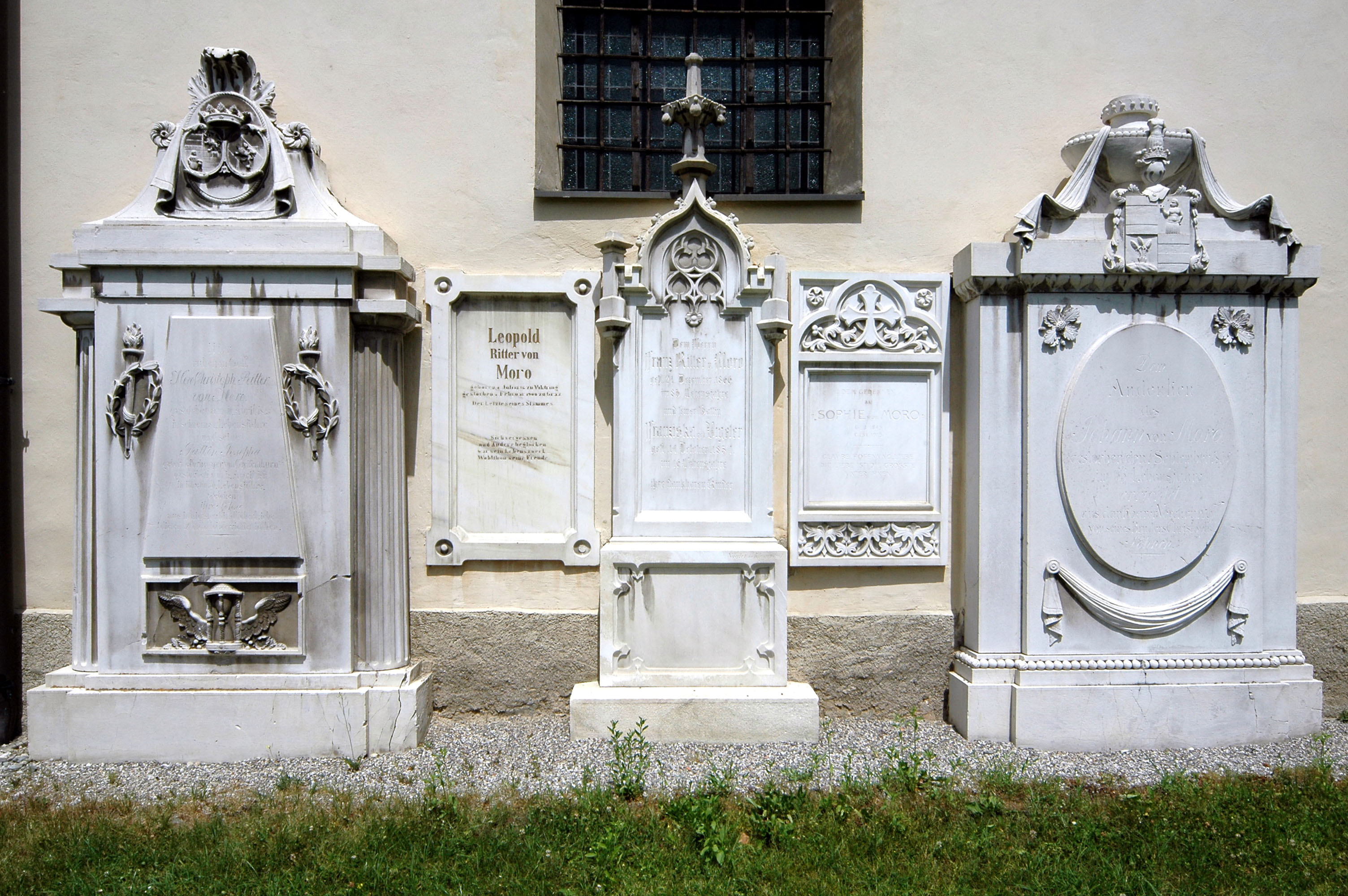
Grabstätte der Familie Moro

Die römisch-katholische Pfarrkirche Viktring-Stein steht im Ortsteil Stein im 13. Stadtbezirk Viktring in der Stadtgemeinde Klagenfurt am Wörthersee in Kärnten. Die Pfarrkirche hl. Florian gehört zum Dekanat Klagenfurt-Stadt in der Diözese Gurk-Klagenfurt. Die Kirche und der ehemalige Friedhof stehen unter Denkmalschutz.

## Geschichte
Die Vorgängerkirche wurde urkundlich in den Jahren 1143 bis 1147 von Graf Bernhard von Spanheim (* vor 1097; † 1147) (auch Bernhard von Trixen) aus dem Adelsgeschlecht der Spanheimer gemeinsam mit seiner Gemahlin den Viktringer Mönchen geschenkt. Im Jahre 1193 wandelten die Mönche die Kirche in einen Meierhof. Von 1258 bis 1264 wurde die Kirche wiederhergestellt und zur Pfarrkirche erhoben. In den Jahren 1762 bis 1765 wurde als Neubau ein barockes Kirchenschiff und von 1769 bis 1773 der Turm unter dem Abt von Viktring errichtet.
Nachdem das nahe Stift Viktring 1786 unter Joseph II. aufgelassen worden war, sollte die dortige ehemalige Klosterkirche als Pfarrkirche genutzt und die Steiner Kirche geschlossen werden. Nach Protesten der Pfarrgemeinde wurde die Kirche 1788 gesperrt, jedoch 1789 von Wallfahrern aus Radsberg wieder aufgebrochen. Ab 1803 durfte sie neben der Viktringer Stiftskirche wieder offiziell als Pfarrkirche genutzt werden.

## Architektur
Die Kirche steht erhöht auf einem Hügel und ist von einem Friedhof umgeben. Der Kirchenbau hat ein Kirchenschiff mit beidseitig vorspringende Kapellennischen und einen flachen dreiseitigen Chor. Im Süden wurde eine zweigeschoßige Sakristei angebaut. Im Westen auf eine offene Vorhalle mit Rundbögen ein Kirchturm mit Zwiebelhelm angebaut. Langhaus und Chor wurden mit einem Tonnengewölbe mit Stichkappen auf Wandpilastern und Kompositkapitellen errichtet. Die kreuzgratgewölbte Orgelempore auf zwei Rundsäulen hat eine Holzbrüstung. Im Chor sind ornamentale Glasfenster aus dem Jahre 1894. Das Deckengemälde zeigt das Martyrium des hl. Florian.

## Ausstattung
Die Einrichtung der Kirche ist einheitlich im Stil des späten Rokoko gehalten. Der Hochaltar wurde vom Bildhauer Benedikt Pläß und vom Tischler Joseph Kapfer im Jahre 1770 geschaffen. Das Hochaltarbild Hl. Florian und Aufsatzbild Dreifaltigkeit sind vom Maler Eustachius Gabriel. Seitlich davon sind die Figuren Hl. Sebastian und Hl. Rochus. Im Scheitel trägt der Hochaltar das Doppelwappen des Abtes Bernhard Winterl. Vor dem Hochaltar ist ein breiter Tabernakelaufbau mit seitlichen Reliquiaren und vier anbetenden Engeln von Benedikt Pläß. Der Volksaltar und das Ambo im barockisierenden Stil wurde in den Jahren 1989 bis 1990 eingebaut.
Es gibt vier Glocken, eine Glocke von Peter Pfinzing von 1521, eine Glocke von Mathias Landsmann von 1675, und zwei Glocken von der Glockengießerei Grassmayr in Innsbruck von 1989.

## Kirchfriedhof
Grabsteine befinden sich an der Langhauswand, in der Friedhofsmauer und im Friedhof; bemerkenswert sind jene der Familie Moro aus dem 19. Jahrhundert sowie die vom Bildhauers Jakob Wald im Jahre 1900 angefertigte Bronzebüste des Max Ritter von Moro. Im Friedhof steht ein einheitlich gestaltetes Kriegerdenkmal zum Ersten Weltkrieg, zum Kärntner Abwehrkampf und zum Zweiten Weltkrieg.